# Quỹ đầu tư mở
Quỹ đầu tư mở là một quỹ đầu tư tập thể cho phép phát hành thêm và mua lại cổ phiếu đã phát hành bất cứ lúc nào. Nhà đầu tư có thể mua cổ phiếu của những quỹ như vậy trực tiếp từ công ty quản lý quỹ, hoặc thông qua một hãng môi giới.
Quỹ đầu tư mở khá phổ biến ở hầu hết các nước phát triển, tuy nhiên thuật ngữ và quy tắc hoạt động có thể hơi khác nhau. Ví dụ: ở Mỹ người ta gọi nó là mutual fund (quỹ tương hỗ), ở Anh là Unit trusts (đơn vị ủy thác đầu tư) hoặc OEIC (công ty đầu tư mở rộng), còn hầu hết các nước châu Âu gọi nó là SICAV (công ty đầu tư không cố định vốn). Hầu hết các quỹ mở là các quỹ quản lý tích cực, tuy nhiên cũng có một số quỹ mở lại áp dụng chiến lược đầu tư thụ động.
Một quỹ đầu tư mở được chia đều làm nhiều cổ phần (hoặc đơn vị) mà giá của nó có thể thay đổi với một tỉ lệ cố định theo giá trị thuần của quỹ. Mỗi khi có thêm tiền được đầu tư vào quỹ, lại có một lượng cổ phiếu tương ứng được tạo ra phù hợp với giá cổ phiếu hiện hành, ngược lại, mỗi khi một số lượng cổ phiếu nhất định được quỹ mua lại thì một lượng tài sản tương ứng cũng được bán ra. Theo cách thức này, không bao giờ có dư cung hay cầu đối với cổ phiếu quỹ đầu tư mở, và chúng luôn phải ánh đúng giá trị của các tài sản gốc. Giá cổ phiếu quỹ, hay giá trị tài sản thuần (NAV), được tính toán bằng cách chia tổng tài sản của quỹ sau khi đã trừ đi các khoản nợ cho số cổ phiếu đang lưu hành.
NAV = (Tổng tài sản - Tổng nợ)/(Tổng số chứng chỉ đang lưu hành)
Công việc tính toán này thường được thực hiện vào cuối mỗi ngày giao dịch, đó là lý do khiến các nhà đầu tư chỉ mua được cổ phiếu của các quỹ mở vào cuối ngày giao dịch.
Khi các nhà đầu tư mua hoặc bán cổ phiếu của quỹ, anh ta có thể phải chịu một mức phí nhất định, trong trường hợp này, quỹ này là một quỹ "có tải"; nếu quỹ không thu phí đó, thì đây là một quỹ "không tải". Tuy nhiên, những người môi giới thường vẫn thu một mức hoa hồng nhất định đối với việc mua cổ phiếu quỹ, cho dù đó là quỹ "không tải". Ngoài ra còn có các loại phí khác như phí duy trì, và phí rút vốn để hạn chế việc các cổ đông liên tục "nhảy ra" - "nhảy vào"
Ngược lại với quỹ đầu tư mở là các quỹ đầu tư đóng.